# Dipoena trinidensis
Espèce
Dipoena trinidensis est une espèce d'araignées aranéomorphes de la famille des Theridiidae.

## Distribution
Cette espèce se rencontre à Trinité-et-Tobago à la Trinité et au Brésil dans l'État de São Paulo,.

## Description
Le mâle holotype mesure 1,6 mm et la femelle paratype 1,8 mm.

## Étymologie
Son nom d'espèce, composé de trinid[ad] et du suffixe latin -ensis, « qui vit dans, qui habite », lui a été donné en référence au lieu de sa découverte, la Trinité.

## Publication originale
- Levi, 1963 : American spiders of the genera Audifia, Euryopis and Dipoena (Araneae: Theridiidae). Bulletin of the Museum of Comparative Zoology, vol. 129, no 2, p. 121-185 (texte intégral).